# Pričeska
Pričéska (ali frizúra) je razporejanje ali oblikovanje las na glavi človeka na določen način. Oblikovanje las lahko imamo za zunanji videz osebne nege, mode in kozmetike. Pričeska je končni produkt frizerske umetnosti.
 [Staš Bračko]